# Отядзукэ
Отядзукэ (яп. お茶漬け oтядзукэ, от o-тя «чай» + цукэру «заливать, замачивать») — блюдо японской кухни, в основе которого лежит варёный рис, залитый зелёным чаем, даси или горячей водой.

## Приготовление и сервировка

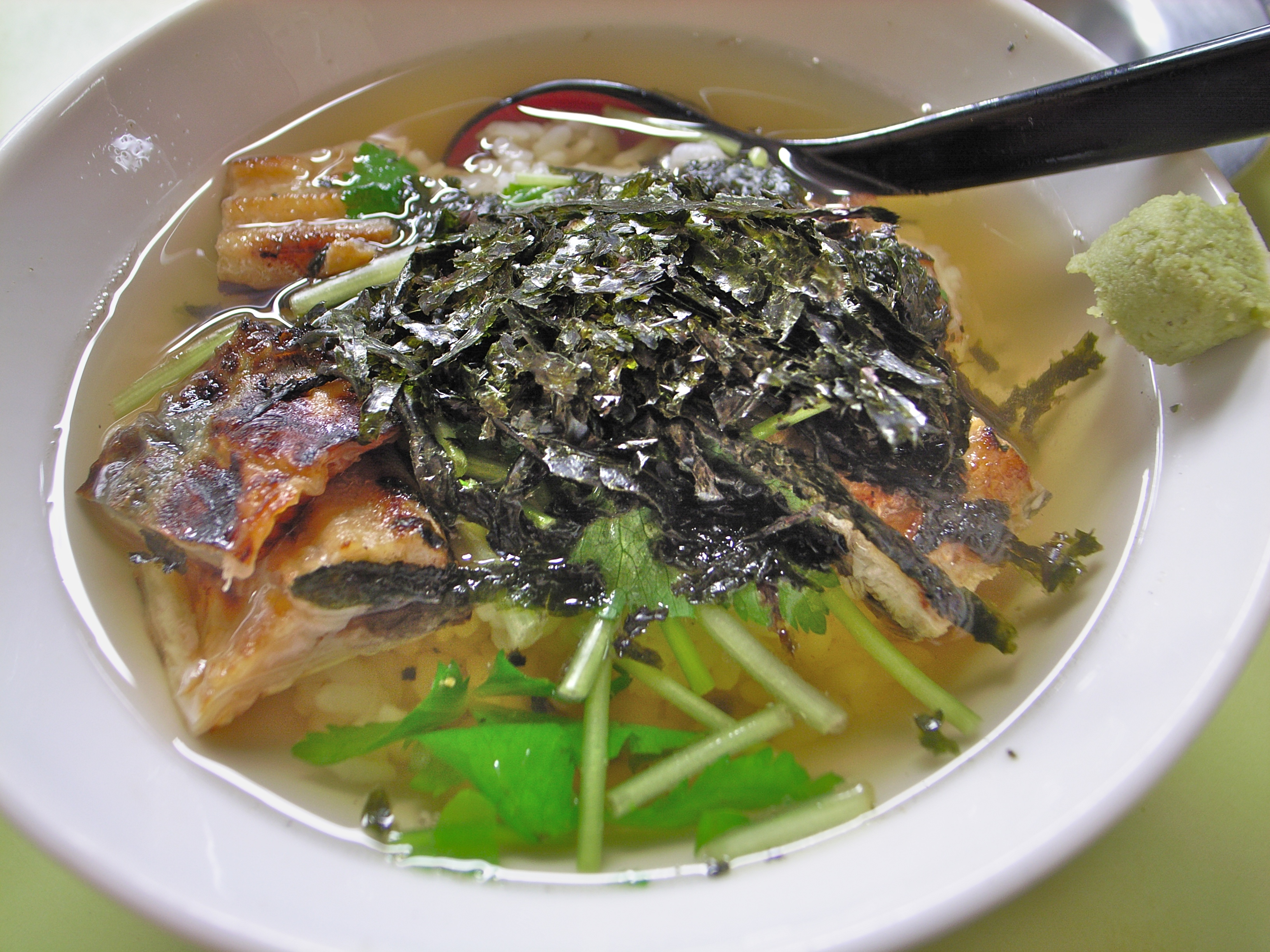
Отядзукэ

В отядзукэ также добавляют соленья цукэмоно, сливы умэбоси, водоросли нори, жареного или солёного лосося, различные морепродукты, а также васаби.
Отядзукэ часто подаётся последним и символизирует окончание застолья. В Киото предложенный гостям отядзукэ (на местном диалекте — бубудзукэ (яп. ぶぶ漬け)) считается вежливым намёком на то, что они должны уходить. Приличия предписывают гостям при этом немедленно откланяться, отказавшись от предложенного блюда.

## Происхождение
Точное происхождение отядзукэ неизвестно. В период Хэйан существовало блюдо юдзукэ (яп. 湯漬け), которое представляло собой чашку риса с горячей водой. Кулинарная книга раннего Эдо «Повесть о приготовлении пищи» (яп. 料理物語 рё:ри моногатари) рассказывает о блюде наратя (яп. 奈良茶) из риса, каштанов, картофеля и чая. В Китае чай широко использовался не только как напиток, но и как еда — отядзукэ отражает эти древние традиции использования чая.